# Iriklinskij
Iriklinskij (ros. Ириклинский) – osiedle w Rosji, w obwodzie orenburskim, w rejonie gajskim. W 2010 liczyło 1005 mieszkańców.